# Острів Рікорда
О́стрів Рі́корда (рос. Остров Рикорда) — невеликий острів в затоці Петра Великого Японського моря. Знаходиться за 3 км на південний захід від острова Рейнеке, від якого відокремлений Амурською протокою. Адміністративно належить до Первомайського району Владивостока Приморського краю Росії.

## Географія
Острів складається з двох широких частин, з'єднаних між собою перешийком шириною 230 м. Протяжність острова з північного сходу на південний захід становить 4 км. Найбільша ширина — 2 км. З північного заходу берег острова в основному займають галькові пляжі, з південного сходу — високі береги стрімко обриваються до моря скелями. У воді багато підводних каменів. У бухті Східній є великий гальковий пляж протяжністю майже 1 км.
Острів є найбільшим незаселеним в затоці Петра Великого. Більша частина острова вкрита низькорослими лісами, що складаються з липи амурської та дуба зубчастого. Також тут зростають диморфант, аралія, виноград, лимонник, барбарис, актинідія, шипшина тощо. Фауна острова представлена зміями (вуж, щитомордник, полоз амурський), земноводними (жаба звичайна, квакша далекосхідна), ссавцями (миша польова, полівка далекосхідна, єнот уссурійський, лисиця, тюлень ларга), птахами (вівсянка ошийникова, вівсянка сизоголова, одуд, баклан уссурійський, баклан беринговий, серпокрилець білопоясничний, синиця, фрегат, беркут, мартин чорнохвостий).

## Історія
Острів названий на честь адмірала російського флоту Петра Рікорда.